# Fontanalia
Die Fontanalia (auch Fontinalia) waren ein altrömisches Brunnenfest, das alljährlich am 13. Oktober gefeiert wurde, da um diese Zeit nach der Trockenheit wieder alle Quellen flossen. Eine knappe Beschreibung des Festes gibt Marcus Terentius Varro (116–27 v. Chr.) in seiner Erklärung des Namens. In De lingua Latina 6, 22 heißt es: „Fontanalia a Fonte, quod is dies feriae eius; ab eo tum et in fontes coronas iaciunt et puteos coronant“. („Das Brunnenfest Fontanalia leitet sich vom Gott Fons ab, weil dieser Tag sein Festtag ist. Von diesem Tag an wirft man dann Kränze von Blumen in die Quellen und man schmückt auch die Brunnen mit Kränzen.“)

## Rezeption
Varros Beschreibung aufgreifend, lässt der Dichter Christoph W. Bauer seinen Gedichtzyklus fontanalia (fragmente). (Haymonverlag, 2003) beginnen: „Fontanalia a Fonte in fontes coronas iaciunt/et puteos coronant oder anders zu sprechen auf den Brunnen gekommen“. Es folgen 15 Gedichte, die mit Zitaten aus der langen Tradition von Brunnengedichten durchsetzt sind.